# Намібія на Олімпійських іграх
Намібія вперше взяла участь в Олімпійських іграх 1992 року у Барселоні і з тих пір не пропускала жодної літньої Олімпіади. Країна завоювала 4 олімпійські медалі — всі срібні. Їх для Намібії виборов легкоатлет Френкі Фредерікс 1992 та 1996 року.
Намібія жодного разу не брала участі у зимових Олімпійських іграх.
Національний олімпійський комітет Намібії був створений 1990 року, а визнаний МОК у 1991.

## Список медалістів
| Медаль | Ім'я             | Ігри | Вид спорту     | Дисципліна      |
| ------ | ---------------- | ---- | -------------- | --------------- |
| Срібло | Френкі Фредерікс | 1992 | Легка атлетика | 100 м, чоловіки |
| Срібло | Френкі Фредерікс | 1992 | Легка атлетика | 200 м, чоловіки |
| Срібло | Френкі Фредерікс | 1996 | Легка атлетика | 100 м, чоловіки |
| Срібло | Френкі Фредерікс | 1996 | Легка атлетика | 200 м, чоловіки |

## Медалі за Іграми
| Ігри   | Золото | Срібло | Бронза | Загалом |
| 1992   | 0      | 2      | 0      | 2       |
| 1996   | 0      | 2      | 0      | 2       |
| 2000   | 0      | 0      | 0      | 0       |
| 2004   | 0      | 0      | 0      | 0       |
| 2008   | 0      | 0      | 0      | 0       |
| 2012   | 0      | 0      | 0      | 0       |
| 2016   | 0      | 0      | 0      | 0       |
| Всього | 0      | 4      | 0      | 4       |